# Balta hwangorum
Balta hwangorum är en kackerlacksart som beskrevs av Bei-Bienko 1958. Balta hwangorum ingår i släktet Balta och familjen småkackerlackor. Inga underarter finns listade.